# Luís Anselmo da Fonseca
Luís Anselmo da Fonseca (Salvador, 1842 — Salvador, 1929) foi um médico, professor, escritor e abolicionista brasileiro, imortal fundador da cadeira número 8 da Academia de Letras da Bahia e patrono da cadeira 32 da Academia de Medicina da Bahia

## Biografia
Filho de Paulo Joaquim da Fonseca e Maria Messias da Purificação formou-se na Faculdade de Medicina da Bahia, em 1875 e depois ocupou na mesma Faculdade os cargos de concorrente à Seção de Ciências Acessórias (1877 – 1880), preparador interino de Física (1882-1883).
Professor Adjunto, por concurso, da cadeira de Higiene e História da Medicina (1883) e Lente de Física Médica (1891-1901).
Foi diretor do Hospital Couto Maia (antigo hospital da Febre Amarela) (1880 a 1884), membro do conselho sanitário do estado e vereador do município de Salvador (1881 a 1884).
Além de médico, foi abolicionista. Negro, expôs suas principais ideias em "A escravidão, o clero e o abolicionismo", publicação de 1887.
Luís Anselmo morreu em Salvador em 1929 e em sua homenagem foi dado o nome de Luís Anselmo a um bairro da capital baiana.